# Heliura ockendeni
Heliura ockendeni är en fjärilsart som beskrevs av Rothschild 1912. Heliura ockendeni ingår i släktet Heliura och familjen björnspinnare. Inga underarter finns listade i Catalogue of Life.